# President's Malaria Initiative
Le President's Malaria Initiative (PMI) est un programme du gouvernement fédéral des États-Unis pour lutter contre la malaria, l'une des maladies les plus meurtrières de la planète. Il a été lancé en 2005 et est toujours en activité en 2020. En 2017, il était doté d'un budget de 723 millions US$.